# Normes procédurales pour le discernement de phénomènes surnaturels présumés
Ne doit pas être confondu avec Normes procédurales pour le discernement des apparitions ou révélations présumées.

Normes procédurales pour le discernement de phénomènes surnaturels présumés est un document du Dicastère pour la Doctrine de la foi de l'Église catholique publié le 17 mai 2024 et en vigueur depuis le 19 mai 2024. Il abroge et remplace les Normes procédurales pour le discernement des apparitions ou révélations présumées de 1978.

## Présentation
Le document est entré en vigueur le 9 mai 2024,. Il abroge et remplace les Normes procédurales pour le discernement des apparitions ou révélations présumées de 1978.
Le document précise la manière dont les enquêtes sur les phénomènes surnaturels présumés (apparitions ou révélations privées) doivent être menées, les personnes qualifiées pour émettre un jugement sur ces phénomènes, ainsi que les différents types de jugements qui peuvent être rendus.
Contrairement aux anciennes normes de 1978, les nouvelles n'ont plus pour objet de se prononcer sur le caractère surnaturel ou non des phénomènes rapportés. Un tel type d'évaluation pouvait en effet prendre des décennies sans aboutir, le cas le plus emblématique étant les apparitions mariales de Međugorje sur lesquelles aucun verdict n'a été rendu quant à leur véracité. Pour pallier cette difficulté, source de confusion parmi les fidèles, accrue en raison des moyens de communication modernes qui contribuent à la diffusion des phénomènes surnaturels présumés, le document propose une échelle graduée qui les classe dans six catégories possibles. La reconnaissance éventuelle du caractère surnaturel du phénomène est laissé au seul jugement du pape.

## Jugements possibles
Le document prescrit six jugements possibles d'un phénomène présumé surnaturel,, :
1. Nihil obstat (rien ne s’oppose) : il n'y a aucune certitude quant au caractère surnaturel du phénomène mais des signes d'une action de l'Esprit-Saint sont reconnus. L'évêque est encouragé à réfléchir sur la valeur pastorale du phénomène et peut promouvoir sa diffusion et les pèlerinages qui s'y rapportent.
2. Prae oculis habeatur (à garder sous les yeux) : des signes positifs sont reconnus, mais il existe des éléments de confusion et des risques possibles.
3. Curatur (à traiter) : des éléments critiques sont présents mais le phénomène est déjà largement diffusé et produit des fruits spirituels vérifiables, il est demandé à l'évêque de ne pas encourager l'adhésion au phénomène. Cependant, « une interdiction qui pourrait indisposer le Peuple de Dieu est déconseillée. »
4. Sub mandato (sous mandat) : des questions subsistent à cause de l'abus que des individus ou des groupes font du phénomène. Le Dicastère pour la Doctrine de la foi confie à l'évêque ou à un délégué la direction du lieu.
5. Prohibetur et obstruatur (à prohiber et empêcher) : le phénomène présente quelques éléments positifs mais « les points critiques et les risques semblent sérieux ». Le Dicastère demande à l'évêque de déclarer publiquement que l'adhésion au phénomène n'est pas permis et d'expliquer pourquoi.
6. Declaratio de non supernaturalitate (déclaration de non supernaturalité) : l’évêque est autorisé à déclarer que le phénomène est non surnaturel selon des preuves concrètes, par exemple en cas de mensonge reconnu par le voyant lui-même, ou de mythomanie manifeste.

Dans tous les cas, le jugement rendu par l'évêque sur le phénomène surnaturel présumé doit être soumis au Dicastère pour la Doctrine de la foi, ce qui constitue une nouveauté par rapport aux Normes de 1978,.